# Parlamento del Ruanda
Il Parlamento del Ruanda (in kinyarwanda Inteko Ishinga, in swahili Bunge la Rwanda, in francese Parlement du Rwanda, in inglese Parliament of Rwanda) è il parlamento bicamerale della Repubblica del Ruanda.
Esso si compone di una camera bassa di 80 membri, di cui 53 eletti direttamente dai cittadini e 27 nominati, la Camera dei deputati (la più forte tra le due) e di una camera alta di 26 membri eletti indirettamente (18) e dal Presidente (8), il Senato.